# ÖAF Tornado
Der ÖAF Tornado war ein 9-Tonnen-Lastkraftwagen der Österreichischen Automobilfabrik (ÖAF).

## Geschichte
Der Tornado erschien 1963 und ging aus dem ÖAF 745 hervor. Da ein stärkerer Motor notwendig wurde, eine Eigenentwicklung jedoch zu teuer gewesen wäre, wurden vornehmlich Lizenzbauten und Fremdmotoren (vor allem von MAN) eingebaut. Der als robust geschätzte Tornado wurde bis 1977 in verschiedenen Versionen – sowohl als Haubenlenker wie auch Frontlenker – gebaut und in den 1960er und 1970er Jahren einer der meistverkauften Lkw in Österreich. Er diente vor allem in der Bauwirtschaft, im Transportgewerbe, beim Bundesheer, bei den Bundesforsten und der ÖMV. Der Tornado wurde vom MAN F8 (mit ÖAF Kühlergrill) abgelöst.
Die Zahlenkürzel in der Typenbezeichnung lassen Rückschlüsse auf die Bauart des Tornados zu: Beispielsweise ist ein Tornado 19.230 eine Ausführung mit 19 t höchstzulässigem Gesamtgewicht und 230 PS Leistung. Die Bezeichnung wurde später hinsichtlich der Nutzlast abgeändert, beispielsweise steht der Tornado 9256 für 9 Tonnen Nutzlast und 256 PS.

## Technik
Der Fahrzeugrahmen in Leiterrahmen-Bauweise bestand aus verschweißten und genieteten Stahlblechträgern, die Vorderachse war als Faustachse und die Hinterachse als Außenplanetenachse ausgeführt.
Angetrieben wurde der Tornado von Reihensechszylinder-Dieselmotoren mit rund 10 Liter Hubraum und Leistungsstufen ab 180 PS (132 kW). Wahlweise waren neben ÖAF-Fabrikaten auch Motoren von Leyland oder MAN erhältlich, in den letzten Baujahren kamen ausschließlich MAN-Motoren zum Einbau. Die Kraftübertragung erfolgte über eine Einscheibentrockenkupplung (wahlweise von Fichtel & Sachs) und ein ZF-Sechsganggetriebe auf die Hinterräder. Die Bremse war eine Zweikreis-Druckluft-Innenbackenbremse.

## Bilder

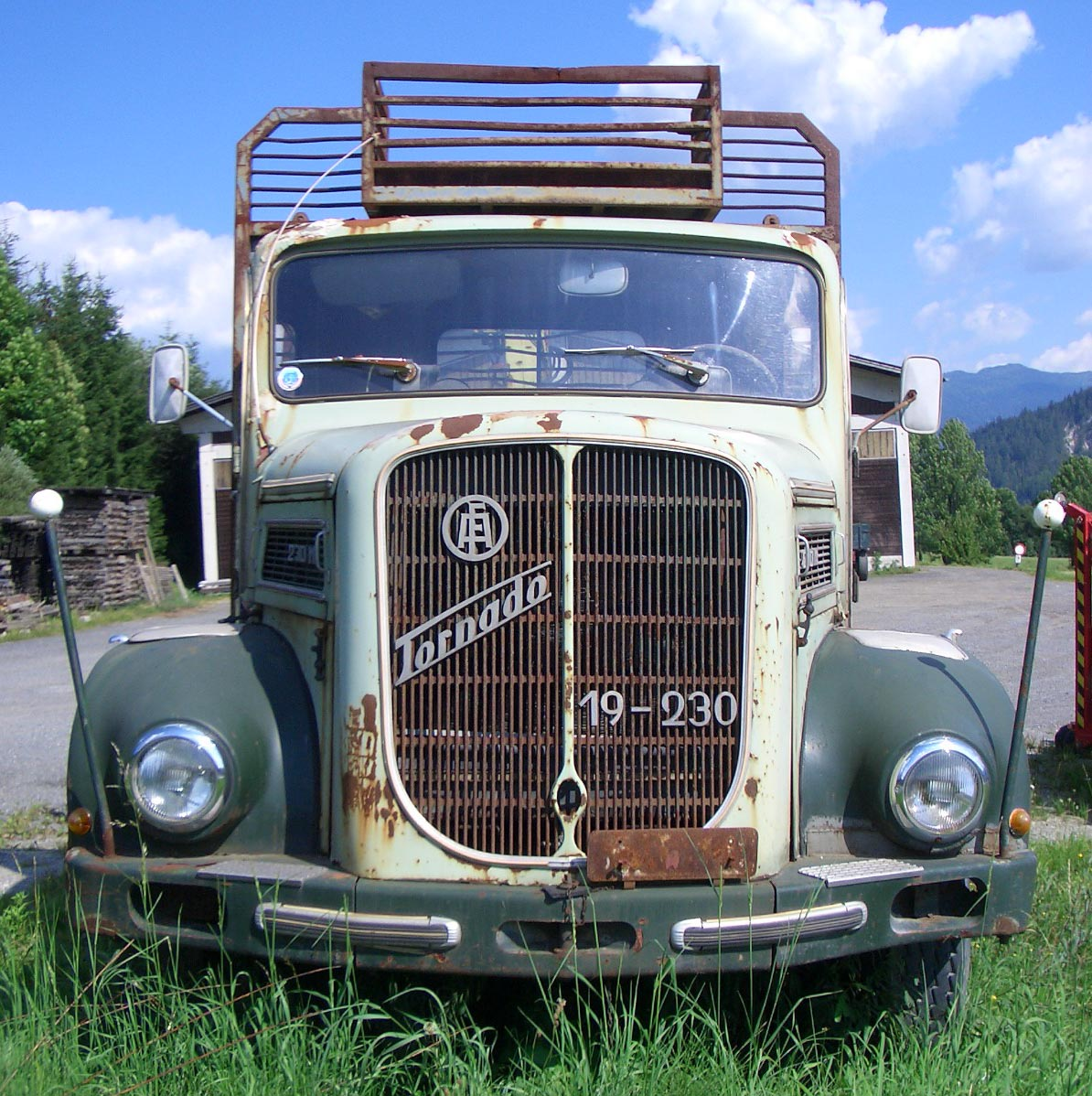
Schnauze eines Tornados 19-230
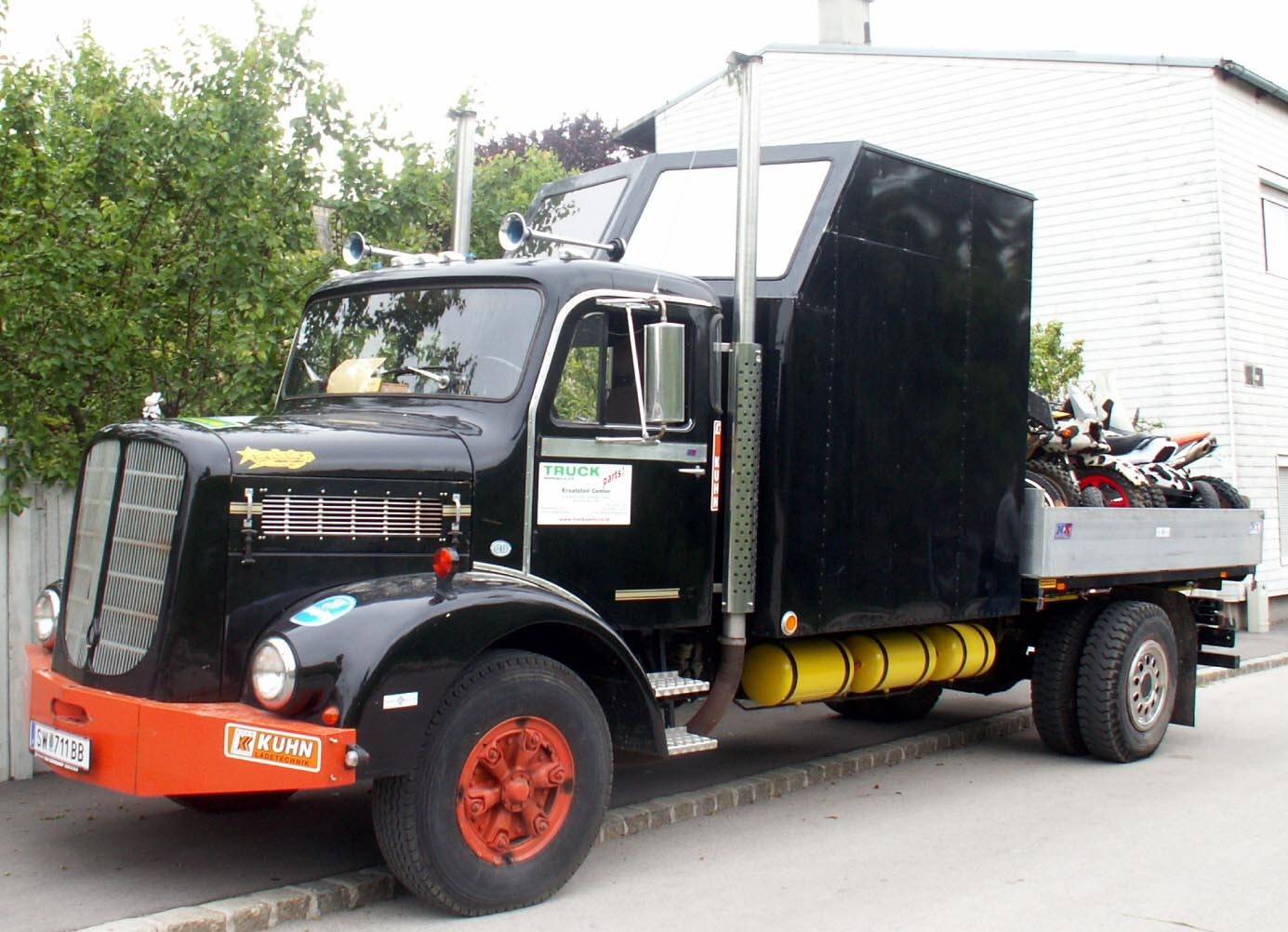
Tornado 16-192 in umgebauter Form
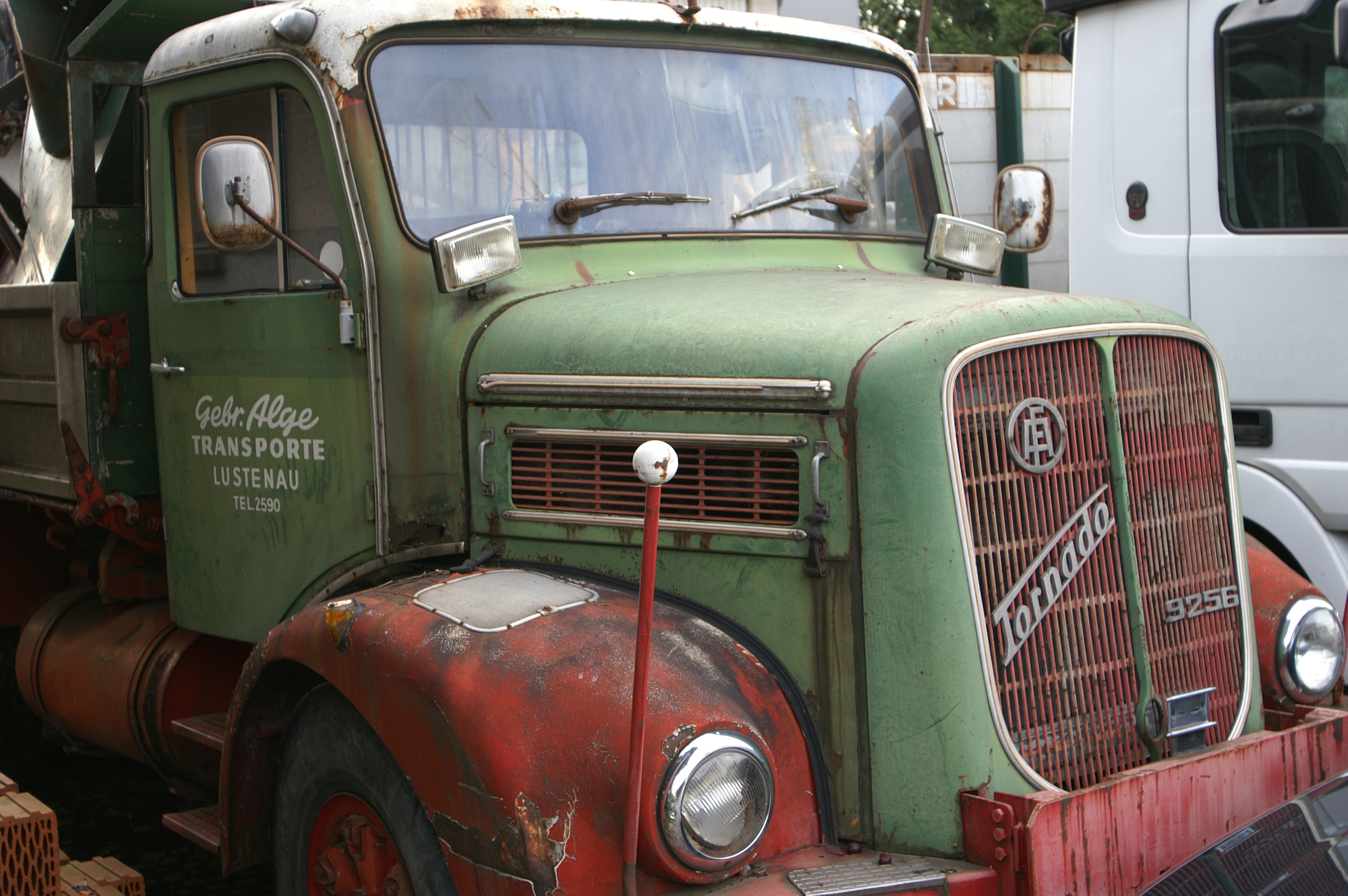
Tornado 9256 im Originalzustand
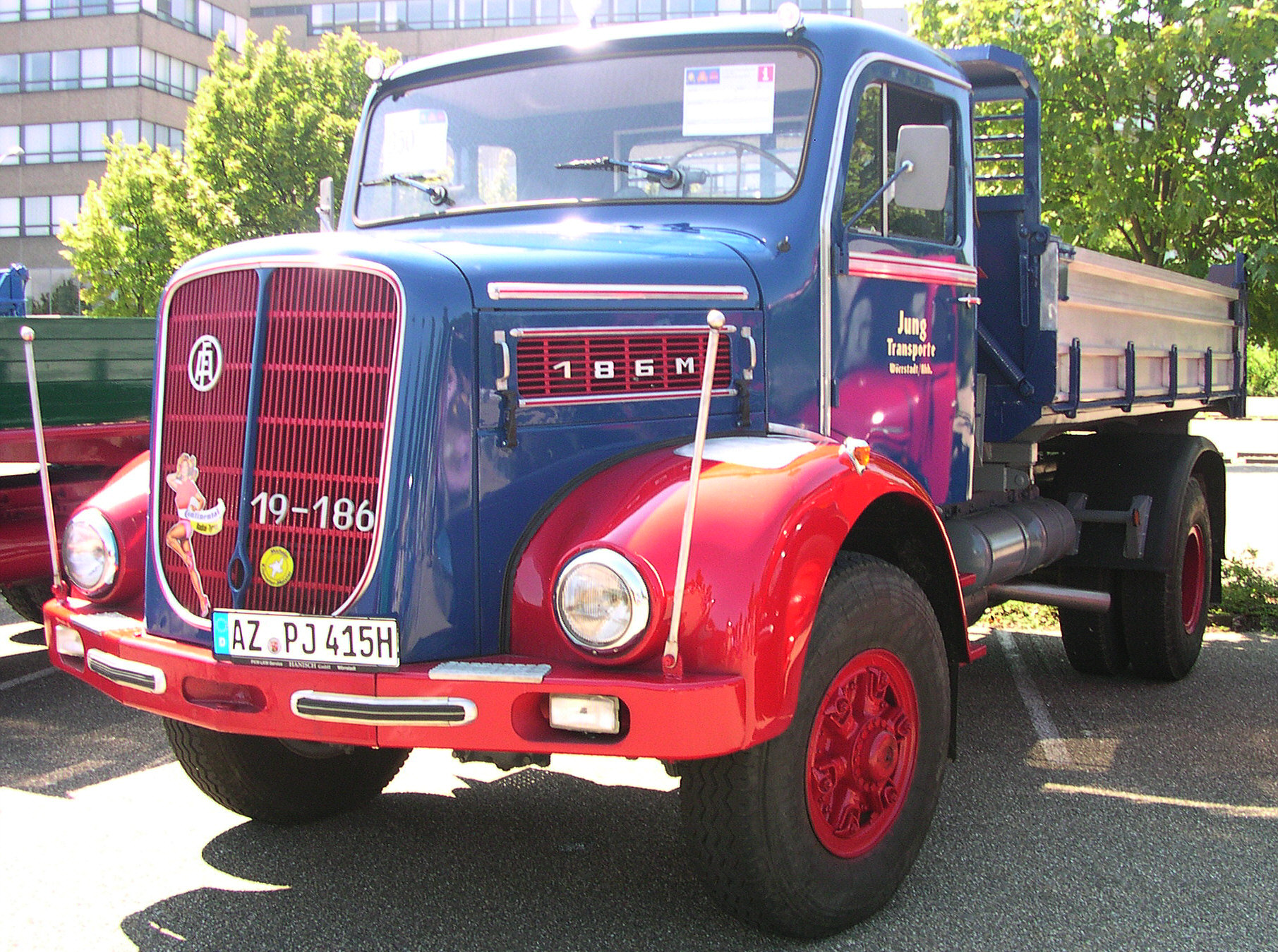
ÖAF Tornado 19-186
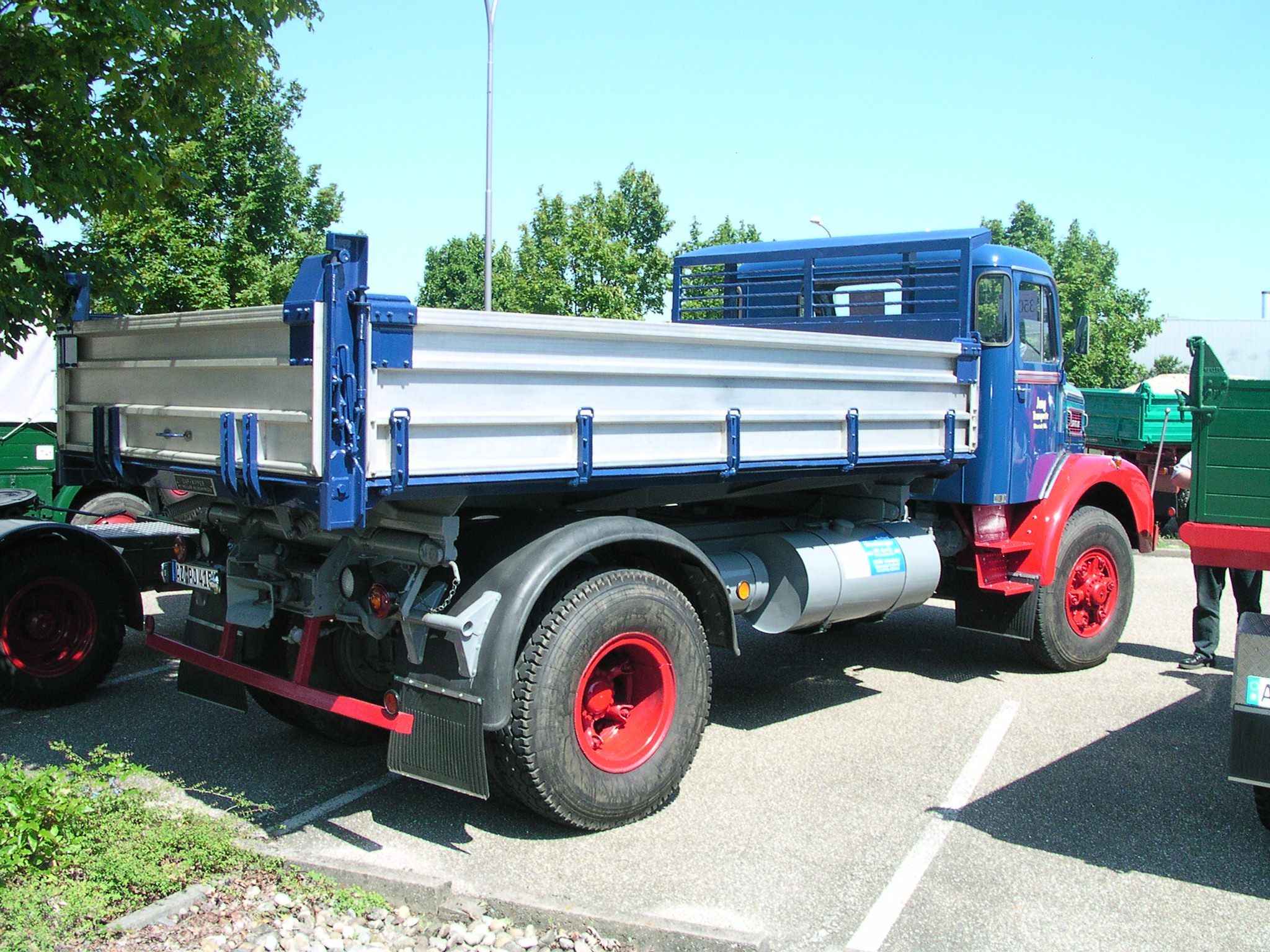
Rückansicht
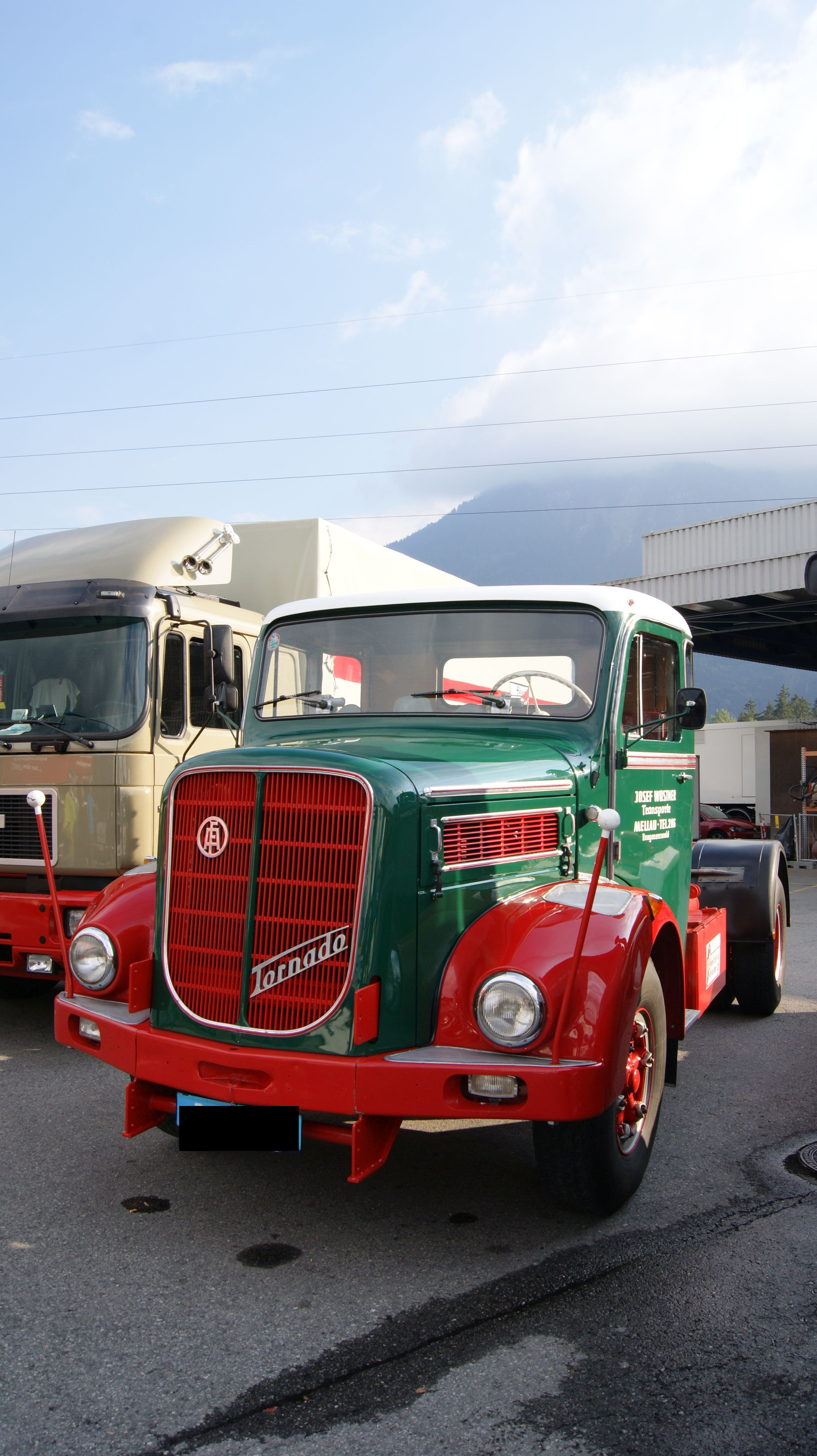
Tornado-Zugmaschine
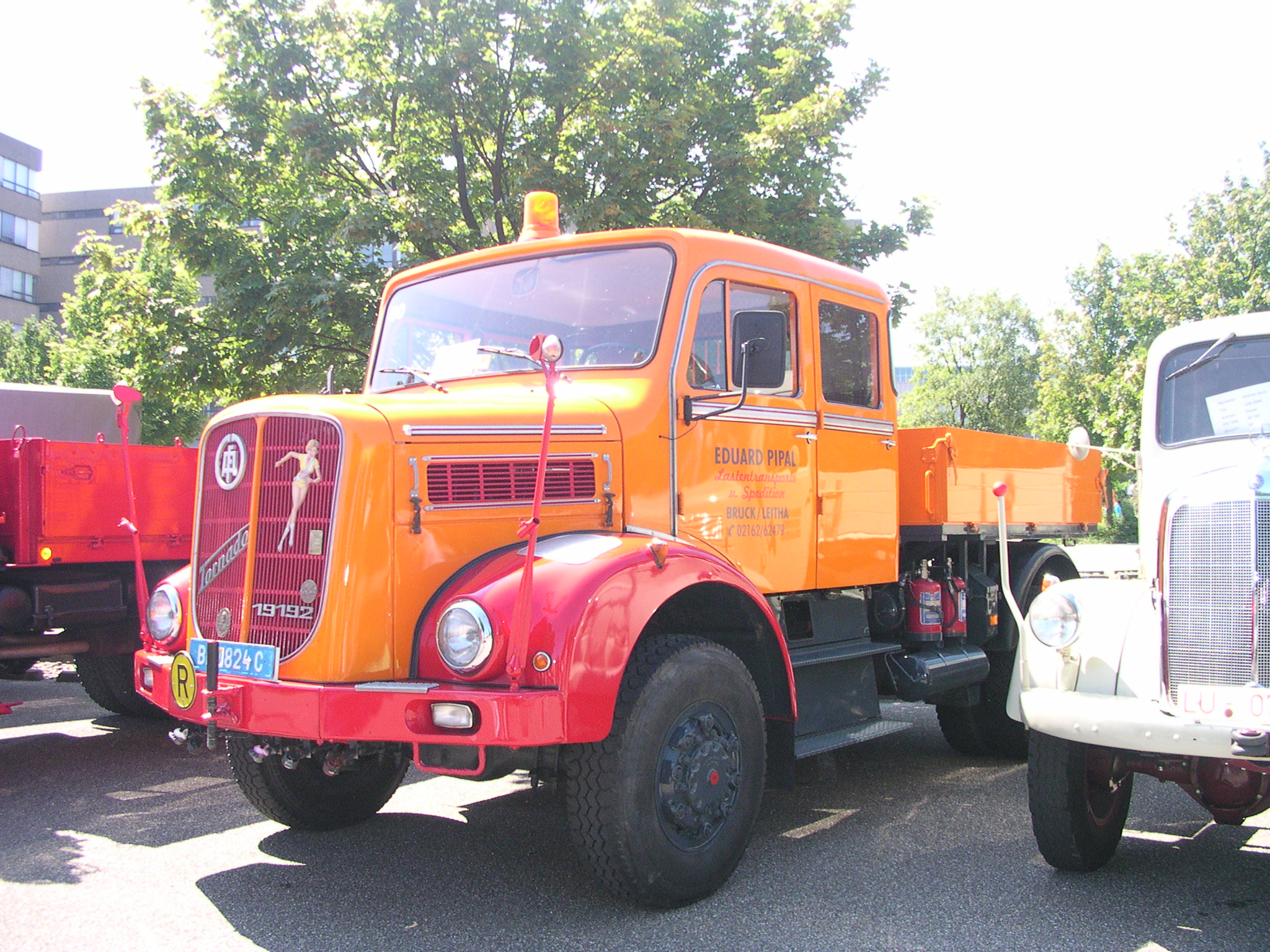
Tornado 19-192 Allrad